# Ugo Gigliarelli Fiumi
Ugo Gigliarelli Fiumi (Soresina, 24 febbraio 1880 – Roma, 5 ottobre 1944) è stato un generale italiano, veterano combattente della prima guerra mondiale, dove fu decorato con quattro medaglie d'argento e una di bronzo al valor militare. Fu comandante del 31º Reggimento fanteria "Siena", del Regio corpo truppe coloniali della Libia (1 maggio 1935-1 luglio 1937) e della 15ª Divisione fanteria "Bergamo".

## Biografia
Nacque a Soresina il 24 febbraio 1880, da famiglia umbra. Arruolatosi nel Regio Esercito frequentò la Regia Accademia Militare di Fanteria e Cavalleria di Modena, cui uscì con il grado di sottotenente, assegnato all'arma di fanteria. Fu promosso tenente il 20 dicembre 1903. Nel 1912 prestava servizio nell'82º Reggimento della Brigata Siena a Siena, ma da capitano nel giugno dello stesso anno fu destinato al 23º Reggimento fanteria, mobilitato in Libia per la guerra italo-turca.
Nel 1916, con il grado di maggiore, assunse il comando del 2º Battaglione, 129º Reggimento fanteria, della Brigata Perugia. Promosso tenente colonnello il 1 gennaio 1917, fu assegnato dapprima la 51º Reggimento fanteria e poi trasferito al 4°. Nel 1918 fu poi nominato capo di stato maggiore della 11ª Divisione, allora al comando del tenente generale Ettore Negri di Lamporo. Nei quattro anni della prima guerra mondiale fu anche decorato con tre croci al merito di guerra. Come comandante del 2º Battaglione di fanteria del 129º Reggimento della Brigata "Perugia" ottenne anche una citazione all'ordine del giorno dell'Armata francese dell'Est del 4 agosto 1918 a firma del maresciallo Pétain.
Nel 1925 fu nominato comandante del 31º Reggimento fanteria "Siena", venendo promosso colonnello il 1 giugno 1926. Trasferito in Libia, tra il 1927 e il 1931 fu comandante militare dei territori libici meridionali (Fezzan). Promosso generale di brigata il 1 gennaio 1933, fu nominato capo di stato maggiore del Regio corpo truppe coloniali della Libia. Rientrato in Italia, nel 1934 fu Ispettore di mobilitazione presso la Divisione fanteria "Cacciatori delle Alpi", a Perugia, e il 1 febbraio 1935 divenne comandante della XVII Brigata fanteria "Rubicone" a Ferrara. Ritornato poi in Libia, il 1 maggio 1935 assunse il comando del locale Regio corpo truppe coloniali. Fu promosso generale di divisione il 1 luglio 1937, fu trasferito in servizio presso il Ministero dell'Africa Italiana. Il 10 aprile 1939 fu nominato comandante della 15ª Divisione fanteria "Bergamo", ricoprendo tale incarico anche all'atto dell'entrata in guerra del Regno d'Italia, avvenuta il 10 giugno 1940, la sua unità di trovava schierata sul fronte orientale, a protezione del confine con la Jugoslavia. Il 1 dicembre 1940 fu trasferito in servizio presso il Ministero della guerra, dove rimase sino al 1 gennaio 1943 quando fu posto in pensione. Il 1 gennaio 1941 era stato elevato al rango di generale di corpo d'armata. Si spense il 5 ottobre 1944.

## Pubblicazioni
- Il Fezzan, Tipo-litografia del R.C.T.C. della Tripolitania, stampa 1932.